# 郷土出版社
郷土出版社（きょうどしゅっぱんしゃ）は、長野県松本市に本社を置いていた日本の出版社。

## 年表
- 1975年（昭和50年）7月 - 創業[2][3]。創業者は高橋将人。
- 2016年（平成28年）2月29日 - 廃業[2][3]。

## 沿革
1998年（平成10年）に刊行した『職員会議に…』は長野県松本深志高等学校で飼われていた黒犬の話であり、2003年公開の映画『さよなら、クロ』の原作となった。ピーク時の1990年代には約8億円の売上高があったが、2015年4月期には約2億円にまで減少していた。年間の新刊発行点数は約120冊から約25冊にまで減少していた。
2016年（平成28年）2月29日をもって閉業した。40年間で4,000点以上の出版物を刊行したが、売上高はピーク時の1/4にまで落ち込んでいた。最後の刊行物は『資料で読み解く真田一族』だった。

## 受賞
- 第48回毎日出版文化賞特別賞（『熊谷元一写真全集』）
- 日本写真協会賞文化振興賞（冨山治夫『佐渡万華鏡』）
- 塚原健二郎文学賞奨励賞（文・高田充也　絵・北島新平『鉢伏山の民話』）
- 第2回佐久文化賞（畠山次郎『実説・大日向村』）
- 第7回佐久文化賞（小林英文『コスモスの村』）
- 第12回佐久文化賞（文・南史子　切り絵・池田勝子『浅間山の見える村で』）
- 第18回山室静佐久文化賞（神津良子──『長野県文学全集』の編集および著作活動）
- 第23回山室静佐久文化賞（飯島勝彦『埋火』）
- 第30回熊日出版文化賞（富田紘一監修『定本・熊本城』）

## 主な刊行物

### 全国47都道府県展開シリーズ
- 目で見る100年シリーズ
- 保存版・今昔シリーズ
- 図説・歴史シリーズ
- ふるさと大百科シリーズ
- 保存版・ふるさとシリーズ
- ふるさと四季暦シリーズ
- 昭和の街角シリーズ

### 信州版シリーズ
- 写真集 思い出のアルバムシリーズ
- 埋もれた歴史・検証シリーズ
- 信濃の伝記シリーズ
- 信濃文庫シリーズ
- 信州・読み聞かせ民話絵本シリーズ
- 新・ふるさとの民話絵本シリーズ
- どうぶつノンフィクション絵本シリーズ
- 語り継ぐ戦争絵本シリーズ
- ふるさとの歴史人物絵本シリーズ
- 大人のためのオムニバス絵本シリーズ
- おとなと子どものための童話絵本シリーズ
- 信州の美術館シリーズ（図解）

### 信州版読み物
- 『相馬愛蔵・黒光著作集』〈全5巻〉
- 『長野県民100年史』〈全4巻〉
- 『長野県文学全集』〈全37巻〉
- 『長野県美術全集』〈全12巻〉
- 『山室静自選著作集』〈全10巻〉
- 『巨匠が描く・日本の名山』〈全6巻〉
- 『熊谷元一写真全集』〈全4巻〉
- 『写真探訪・信州の原風景』〈9巻〉
- 『信州・子ども文学館』〈全12巻〉
- 『長野県稀覯本集成』〈全20冊〉
- 『明治初期・長野県町村絵地図大鑑』〈全5巻〉
- 『写真集 長野県満州開拓誌』〈全2巻〉
- 『日録・長野県の太平洋戦争 新聞復刻資料集成』〈全9巻〉
- 『長野県郷土部隊の記録』
- 『長野県歴史人物大事典』
- 『長野県歴史大年表』
- 『長野県おもしろ世相史』
- 『葉山嘉樹短編小説選集』
- 『職員会議に出た犬・クロ』（さよなら、クロ）
- 『音楽の広場から』
- 『物語・信州のことば遊び事典』
- 『天守の声』
- 『北アルプス山麓をゆく』
- 『臼井吉見の「安曇野」を歩く』〈全3巻〉
- 『スワンが来るころ帰るころ』
- 『探訪・信州の古城』
- 『幕末の信州』

### 社史
- 『我ら十年のレポート』（1985年刊、絶版）
- 『私たちの全仕事──地方出版25年総目録＆寄稿エッセイ』（1999年刊、非売品）
- 『れんげの花の咲くころに』（神津良子著、2005年刊、四六判・上製、定価1,680円）
- 『地方出版丸秘社内日記』（2003年刊、四六判・上製、定価1,680円）
- 『合本・郷土出版社通信vol.1～300　1982年3月～2007年3月』（2007年刊、非売品）
- 創業35周年記念エッセイ集『黒犬のしっぽ』（神津良子著、2009年4月）

### 研究
- 『定本中山晋平 唄とロマンに生きた全生涯』（斉藤武雄他著、1987年）
- 『近代日本流行歌の父 中山晋平伝』（菊池清麿著、2007年）